# Striker 12
La Striker 12 (conocida también como la Armsel Striker 12, Sentinel Arms Co. Striker-12, Protecta, Protecta Bulldog y Cobray/SWD Street Sweeper) es una escopeta revólver calibre 12 diseñada para controlar protestas y combate.

## Creación
Fue creada por Hilton Walker a inicios de la década de 1980 en Rhodesia. Walker se mudó a Sudáfrica, llevando consigo el diseño de la escopeta Striker. Su escopeta fue todo un éxito y se distribuyó en muchos países. Pero a pesar de su éxito, también tenía sus defectos. El tambor era voluminoso, se recargaba con lentitud y precisaba de un mecanismo de relojería para girar.
Walker rediseñó su escopeta a finales de la década de 1980, quitando el mecanismo que giraba el tambor y agregando un sistema eyector de cartuchos automático. Su nueva escopeta fue llamada Protecta.

## Características de diseño
El funcionamiento de la escopeta es similar al de un revólver, ya que emplea un tambor giratorio. Como la Striker emplea un gatillo de doble acción única y un tambor mucho más grande y pesado (en comparación con un revólver), Walker agregó un mecanismo de relojería para girar el tambor. Este demostró ser lento e ineficaz al momento de recargar el arma. Por lo cual se cambió el diseño y ahora hay una palanca de amartillado en el lado derecho del cañón. 
Los primeros diseños fueron criticados por tener un mecanismo de disparo lento y complicado. La última versión tiene una palanca con acción de bombeo para recargar, al igual que las demás escopetas que emplean este sistema. La Striker es una escopeta poco convencional debido a su tambor con capacidad de 12 cartuchos y su corta longitud, por lo cual ha aparecido en diversas películas, series de televisión y videojuegos.     

## Disponibilidad
La Striker es sumamente difícil de obtener en los Estados Unidos, ya que ha sido catalogada por la Agencia de Alcohol, Tabaco, Armas de Fuego y Explosivos (BATFE) como "aparato destructivo" según el Acta Nacional sobre Armas de Fuego de 1934 y no sirve para cacería.
El gobierno canadiense ha clasificado a la Striker, todas sus variantes y versiones modificadas como "Arma prohibida", por lo cual es ilegal comprar o poseer una de estas escopetas bajo casi cualquier circunstancia.
Actualmente es fabricada por Penn Arms, y distribuida solamente a entidades policiales y militares.

## Variantes
- Armsel Striker — Esta fue la primera escopeta de Hilton Walker, en la cual había que darle cuerda al mecanismo que rotaba el tambor antes de disparar.

- Armsel Protecta — Una versión mejorada de la Striker. Se le retiró el mecanismo que rotaba el tambor y su fiabilidad se incrementó.

- Armsel Protecta Bulldog — Una versión sumamente corta y sin culata de la Protecta. Es empleada para entrar en edificios y a bordo de vehículos.

- Sentinel Arms Striker-12 — Copia de la Striker fabricada bajo licencia y mejorada por la empresa Sentinel Arms Co. para el mercado estadounidense. Estaba disponible con un cañón de 18 pulgadas, así como con un cañón de 7 pulgadas y sin culata.

- Cobray/SWD Streetsweeper — Un clon de la Armsel Striker, conocido por tener ciertas piezas intercambiables con la escopeta original.

- Cobray/SWD Ladies Home Companion — Una versión de menor calibre de la Streetsweeper. El mecanismo del gatillo está acoplado a un tambor y un cañón calibre .410.
- Penn Arms Striker 12 — Es fabricada hasta el día de hoy, posee eyector automático de cartuchos usando sistema de gases, es semiautomática, uso estrictamente policial y militar.